# Siklósi György
Siklósi György (Budapest, – ) magyar nemzeti labdarúgó-játékvezető.

## Pályafutása

### Nemzeti játékvezetés
Játékvezetésből Budapesten vizsgázott. A Budapesti Labdarúgó-szövetség (BLSZ) által üzemeltetett labdarúgó bajnokságokban kezdte sportszolgálatát. A Magyar Labdarúgó-szövetség (MLSZ) JB minősítésével 1952–1958 között NB II-es, 1958-tól NB I-es játékvezető. Küldési gyakorlat szerint rendszeres partbírói szolgálatot is végzett. A nemzeti játékvezetéstől 1960-ban visszavonult. NB I-es mérkőzéseinek száma: 6.
| Időpont           | Helyszín                          | Mérkőzés típusa          | Mérkőzés                         | Eredmény | Nézők száma |
| ----------------- | --------------------------------- | ------------------------ | -------------------------------- | -------- | ----------- |
| 1958. július 20.  | Felső Tisza-parti Stadion, Szeged | első NB I-es mérkőzése   | Szegedi EAC–Szombathelyi Haladás | 3 – 0    | 4500        |
| 1960. december 4. | Nagyerdei stadion, Debrecen       | utolsó NB I-es mérkőzése | Debreceni VSC–Diósgyőri VTK      | 3 – 0    | 8000        |

#### Nemzeti kupamérkőzések
Vezetett kupadöntők száma: 1.

##### Magyar labdarúgókupa
A második világháború utáni első kupadöntőt az MLSZ JB küldőbizottságának határozata alapján NB II-es játékvezetőként vezette.
| Időpont         | Helyszín                                    | Mérkőzés típusa | Mérkőzés                  | Eredmény | Nézők száma |
| --------------- | ------------------------------------------- | --------------- | ------------------------- | -------- | ----------- |
| 1952 június 1.. | XIII. ker., Latorca utcai Stadion, Budapest | döntő           | Bp. Bástya–Dorogi Bányász | 3 – 2    | 14 000      |